# Jeux équestres mondiaux de 2022
Navigation
Édition précédente Édition suivante
Les Jeux équestres mondiaux de 2022 devaient être la 9e édition des jeux des sports équestres.

## Sélection de la ville hôte
En mars 2014, le Qatar a annoncé son intention de présenter la candidature de Doha pour cette édition. La fédération équestre internationale ouvre le dépôt des candidatures pour l’organisation des jeux de 2022 du 31 mars au 15 mai 2016. La phase de candidature dure jusqu'au choix définitif lors de l’assemblée générale de la FEI, prévu à Montevideo en novembre 2017.
Le choix de Samorin apparaît alors certain, dans la mesure où cette ville slovaque est l'unique candidate en lice. Cependant, cette dernière retire finalement sa candidature, le processus de sélection se poursuivant jusqu'au 31 janvier 2018.

## Annulation
En novembre 2018, la FEI annonce l'annulation de ces jeux faute de ville candidate. La fédération choisit donc d'organiser un championnat du monde séparé par discipline, à l'instar de ce qui se faisait avant 1990.
Finalement, les épreuves de championnats du monde sont attribués
- Herning,  Danemark : dressage , saut d'obstacles et voltige : voir Championnats du monde FEI d'équitation 2022
- Pratoni del Vivaro,  Italie : concours complet et attelage
- Vérone,  Italie : endurance

Le reining ne fait plus partie depuis 2021 des disciplines officielles de la FEI 